# 3982 Kastelʹ
3982 Kastelʹ је астероид главног астероидног појаса са средњом удаљеношћу од Сунца која износи 2,259 астрономских јединица (АЈ).
Апсолутна магнитуда астероида је 13,2.